# Manuel García (Texas)
Manuel García es un lugar designado por el censo ubicado en el condado de Starr en el estado estadounidense de Texas. En el Censo de 2010 tenía una población de 203 habitantes y una densidad poblacional de 2.177,19 personas por km².

## Geografía
Manuel García se encuentra ubicado en las coordenadas 26°20′1″N 98°42′6″O / 26.33361, -98.70167. Según la Oficina del Censo de los Estados Unidos, Manuel García tiene una superficie total de 0.09 km², de la cual 0.09 km² corresponden a tierra firme y (0%) 0 km² es agua.

## Demografía
Según el censo de 2010, había 203 personas residiendo en Manuel García. La densidad de población era de 2.177,19 hab./km². De los 203 habitantes, Manuel García estaba compuesto por el 94.58% blancos, el 0% eran afroamericanos, el 0% eran amerindios, el 0% eran asiáticos, el 0% eran isleños del Pacífico, el 5.42% eran de otras razas y el 0% pertenecían a dos o más razas. Del total de la población el 85.71% eran hispanos o latinos de cualquier raza.